# Jussi Jääskeläinen
Jussi Albert Jääskeläinen (Mikkeli, 19 aprile 1975) è un ex calciatore finlandese, di ruolo portiere.
Da calciatore ha legato il proprio nome a quello del Bolton, squadra di cui ha vestito la maglia in 530 partite. Ha militato per dodici anni nella nazionale finlandese.

## Carriera

### Club

#### Esordi in patria
Fece il proprio debutto nella Veikkausliiga all'età di 17 anni con l'MP, nel 1992, e divenne il titolare tra i pali della porta dell'MP nel 1994. Si è trasferì nel 1996 al VPS, dove giocò per due stagioni.

#### Inghilterra
Nel 1997 fu acquistato dal Bolton per 100.000 sterline. Affermatosi come titolare, nel 2000 si infortunò al legamento crociato e restò fuori per buona parte della stagione 2000-2001, conclusa con la promozione del Bolton in massima serie. Nella stagione successiva fu nominato portiere dell'anno della Premiership. Nell'ottobre 2006, sul campo del Blackburn, fu protagonista della vittoria (0-1) dei suoi parando due calci di rigore, a Benni McCarthy e Jason Roberts. Il 1º gennaio 2007 raggiunse le 300 presenze in Premiership col Bolton, nella partita contro il Liverpool. Nel maggio 2007, dopo aver ottenuto con il Bolton la qualificazione alla Coppa UEFA (la seconda nella storia del club) grazie ad un ottimo piazzamento in campionato, fu nominato "calciatore dell'anno del Bolton". Nel luglio seguente firmò un rinnovo contrattuale di quattro anni con il club. Il 2 novembre 2008 toccò quota 400 presenze con il Bolton nella partita contro il Manchester City, mentre la 500ª presenza fu ottenuta contro il Birmingham City il 12 marzo 2011, in un match valido per i quarti di finale di FA Cup. Nel 2012, in occasione della cerimonia di consegna di speciali riconoscimenti per il ventennale della Premier League, ottenne il terzo posto nella graduatoria delle migliori parate dei vent'anni di Premier League, con il doppio salvataggio contro il Manchester Utd del 20 ottobre 2001. Alla fine della stagione 2011-2012, conclusasi con la retrocessione in seconda serie, rifiutò un prolungamento biennale di contratto e lasciò la squadra. Conta 530 presenze ufficiali con il Bolton, risultando terzo nella classifica di presenze con il club.
Il 13 giugno 2012 passò al West Ham, società con cui si legò fino al giugno del 2014. In scadenza di contratto, decise con la società di non rinnovare l'accordo, rimanendo così svincolato.
L'11 agosto 2015, all'età di 40 anni, si accasò al Wigan, club militante in League One, con cui firmò un contratto annuale. Partito come riserva di Richard O'Donnell, si guadagnò il posto da titolare. Dopo aver ottenuto il secondo posto nel campionato di League One e la promozione in seconda serie, il Wigan decise di rinnovargli il contratto per un'altra stagione in virtù delle ottime prestazioni del portiere. Alla fine della stagione 2016-2017, conclusasi con la retrocessione in League One a causa del 23º posto in classifica, il Wigan decise di svincolarlo.

#### India
Il 1º settembre 2017, a 42 anni, firmò un contratto con l'ATK, compagine del campionato indiano. Esordì tre mesi dopo, in una partita pareggiata per 0-0 contro il Jamshedpur. Il 17 gennaio 2018, dopo aver ricoperto il ruolo di riserva di Debjit Majumder, rimase svincolato. Il 19 gennaio 2018 si ritirò dall'attività agonistica.

### Nazionale
Il 25 marzo 1998, contro Malta, fece il proprio esordio nella nazionale finlandese, di cui all'epoca era il secondo portiere, dietro Antti Niemi. Nel 2005, con il ritiro di Niemi dalla nazionale, Jääskeläinen ne divenne il portiere titolare.
Il 29 ottobre 2009 annunciò il proprio ritiro dalla nazionale dopo aver collezionato 56 presenze con la squadra. Il 6 ottobre 2010 tornò sui propri passi, annunciando il ritorno in nazionale. Vestì nuovamente la maglia della Finlandia nella partita contro l'Ungheria, al posto dell'infortunato Otto Fredrikson, ma annunciò che si sarebbe trattato dell'ultimo match in nazionale.

## Dopo il ritiro
Nell'agosto 2018 è stato nominato allenatore dei portieri del Wrexham dall'allenatore Sam Ricketts, ex compagno di squadra al Bolton

## Statistiche

### Presenze e reti nei club
Statistiche aggiornate al termine della carriera da calciatore.
| Stagione          | Squadra           | Campionato        | Campionato | Campionato | Coppe nazionali | Coppe nazionali | Coppe nazionali | Coppe continentali | Coppe continentali | Coppe continentali | Altre coppe | Altre coppe | Altre coppe | Totale | Totale |
| Stagione          | Squadra           | Comp              | Pres       | Reti       | Comp            | Pres            | Reti            | Comp               | Pres               | Reti               | Comp        | Pres        | Reti        | Pres   | Reti   |
| ----------------- | ----------------- | ----------------- | ---------- | ---------- | --------------- | --------------- | --------------- | ------------------ | ------------------ | ------------------ | ----------- | ----------- | ----------- | ------ | ------ |
| 1992              | MP Mikkeli        | VL                | 6          | ?          | -               | -               | -               | -                  | -                  | -                  | -           | -           | -           | 6      | ?      |
| 1993              | MP Mikkeli        | VL                | 6          | ?          | -               | -               | -               | -                  | -                  | -                  | -           | -           | -           | 6      | ?      |
| 1994              | MP Mikkeli        | VL                | 26         | ?          | -               | -               | -               | -                  | -                  | -                  | -           | -           | -           | 26     | ?      |
| 1995              | MP Mikkeli        | VL                | 26         | ?          | -               | -               | -               | -                  | -                  | -                  | -           | -           | -           | 26     | ?      |
| Totale MP Mikkeli | Totale MP Mikkeli | Totale MP Mikkeli | 64         | ?          |                 | -               | -               |                    | -                  | -                  |             | -           | -           | 64     | ?      |
| 1996              | VPS               | VL                | 22+5       | -20 + -5   | SC+CdL          | 0               | 0               | -                  | -                  | -                  | -           | -           | -           | 27     | -25    |
| 1997              | VPS               | VL                | 27         | -20        | SC+CdL          | 0               | 0               | -                  | -                  | -                  | -           | -           | -           | 27     | -20    |
| Totale VPS        | Totale VPS        | Totale VPS        | 49+5       | -40 + -5   |                 | 0               | 0               |                    | -                  | -                  |             | -           | -           | 54     | -45    |
| 1997-1998         | Bolton            | PL                | 0          | 0          | FACup+CdL       | 0+0             | 0               | -                  | -                  | -                  | -           | -           | -           | 0      | 0      |
| 1998-1999         | Bolton            | FD                | 34         | -42        | FACup+CdL       | 1+5             | -2 + -5         | -                  | -                  | -                  | -           | -           | -           | 40     | -49    |
| 1999-2000         | Bolton            | FD                | 34+2       | -36 + -7   | FACup+CdL       | 3+2             | -1 + -1         | -                  | -                  | -                  | -           | -           | -           | 41     | -45    |
| 2000-2001         | Bolton            | FD                | 27         | -21        | FACup+CdL       | 0+0             | 0               | -                  | -                  | -                  | -           | -           | -           | 27     | -21    |
| 2001-2002         | Bolton            | PL                | 34         | -48        | FACup+CdL       | 1+3             | -4 + -8         | -                  | -                  | -                  | -           | -           | -           | 38     | -60    |
| 2002-2003         | Bolton            | PL                | 38         | -51        | FACup+CdL       | 0+0             | 0               | -                  | -                  | -                  | -           | -           | -           | 38     | -51    |
| 2003-2004         | Bolton            | PL                | 38         | -56        | FACup+CdL       | 0+3             | -6              | -                  | -                  | -                  | -           | -           | -           | 41     | -62    |
| 2004-2005         | Bolton            | PL                | 36         | -40        | FACup+CdL       | 4+0             | -2              | -                  | -                  | -                  | -           | -           | -           | 40     | -42    |
| 2005-2006         | Bolton            | PL                | 38         | -41        | FACup+CdL       | 3+2             | -2 + -3         | CU                 | 5                  | -4                 | -           | -           | -           | 48     | -50    |
| 2006-2007         | Bolton            | PL                | 38         | -52        | FACup+CdL       | 2+0             | -4              | -                  | -                  | -                  | -           | -           | -           | 40     | -56    |
| 2007-2008         | Bolton            | PL                | 28         | -42        | FACup+CdL       | 0+1             | -1              | CU                 | 6                  | -3                 | -           | -           | -           | 35     | -46    |
| 2008-2009         | Bolton            | PL                | 38         | -53        | FACup+CdL       | 1+1             | -2 + -2         | -                  | -                  | -                  | -           | -           | -           | 40     | -57    |
| 2009-2010         | Bolton            | PL                | 38         | -67        | FACup+CdL       | 3+2             | -5 + -1         | -                  | -                  | -                  | -           | -           | -           | 43     | -73    |
| 2010-2011         | Bolton            | PL                | 35         | -49        | FACup+CdL       | 3+0             | -7              | -                  | -                  | -                  | -           | -           | -           | 38     | -56    |
| 2011-2012         | Bolton            | PL                | 18         | -37        | FACup+CdL       | 0+0             | 0               | -                  | -                  | -                  | -           | -           | -           | 18     | -37    |
| Totale Bolton     | Totale Bolton     | Totale Bolton     | 474+2      | -635 + -7  |                 | 40              | -56             |                    | 11                 | -7                 |             | -           | -           | 527    | -705   |
| 2012-2013         | West Ham Utd      | PL                | 38         | -53        | FACup+CdL       | 2+0             | -3              | -                  | -                  | -                  | -           | -           | -           | 40     | -56    |
| 2013-2014         | West Ham Utd      | PL                | 18         | -24        | FACup+CdL       | 0+1             | -3              | -                  | -                  | -                  | -           | -           | -           | 19     | -27    |
| 2014-2015         | West Ham Utd      | PL                | 1          | 0          | FACup+CdL       | 0+1             | -1              | -                  | -                  | -                  | -           | -           | -           | 2      | -1     |
| Totale West Ham   | Totale West Ham   | Totale West Ham   | 57         | -77        |                 | 4               | -7              |                    | -                  | -                  |             | -           | -           | 61     | -84    |
| 2015-2016         | Wigan             | FL1               | 35         | -27        | FACup+CdL       | 0               | 0               | -                  | -                  | -                  | FLT         | 3           | -4          | 38     | -31    |
| 2016-2017         | Wigan             | FLC               | 9          | -12        | FACup+CdL       | 0+1             | 0+-2            | -                  | -                  | -                  | -           | -           | -           | 10     | -14    |
| Totale Wigan      | Totale Wigan      | Totale Wigan      | 44         | -39        |                 | 1               | -2              |                    | -                  | -                  |             | 3           | -4          | 48     | -45    |
| 2017-2018         | ATK               | SL                | 1          | 0          | -               | -               | -               | -                  | -                  | -                  | -           | -           | -           | 1      | 0      |
| Totale carriera   | Totale carriera   | Totale carriera   | 696        | -803+      |                 | 45              | -65             |                    | 11                 | -7                 |             | 3           | -4          | 755    | -879+  |

### Cronologia presenze e reti in nazionale
| Cronologia completa delle presenze e delle reti in nazionale ― Finlandia | Cronologia completa delle presenze e delle reti in nazionale ― Finlandia | Cronologia completa delle presenze e delle reti in nazionale ― Finlandia | Cronologia completa delle presenze e delle reti in nazionale ― Finlandia | Cronologia completa delle presenze e delle reti in nazionale ― Finlandia | Cronologia completa delle presenze e delle reti in nazionale ― Finlandia | Cronologia completa delle presenze e delle reti in nazionale ― Finlandia | Cronologia completa delle presenze e delle reti in nazionale ― Finlandia |
| Data                                                                     | Città                                                                    | In casa                                                                  | Risultato                                                                | Ospiti                                                                   | Competizione                                                             | Reti                                                                     | Note                                                                     |
| ------------------------------------------------------------------------ | ------------------------------------------------------------------------ | ------------------------------------------------------------------------ | ------------------------------------------------------------------------ | ------------------------------------------------------------------------ | ------------------------------------------------------------------------ | ------------------------------------------------------------------------ | ------------------------------------------------------------------------ |
| 25-3-1998                                                                | Ta' Qali                                                                 | Malta                                                                    | 0 – 2                                                                    | Finlandia                                                                | Amichevole                                                               | -                                                                        |                                                                          |
| 19-8-1998                                                                | Košice                                                                   | Slovacchia                                                               | 0 – 0                                                                    | Finlandia                                                                | Amichevole                                                               | -                                                                        | 46’                                                                      |
| 10-2-1999                                                                | Ta' Qali                                                                 | Finlandia                                                                | 1 – 1                                                                    | Polonia                                                                  | Amichevole                                                               | -                                                                        | 46’                                                                      |
| 28-4-1999                                                                | Lubiana                                                                  | Slovenia                                                                 | 1 – 1                                                                    | Finlandia                                                                | Amichevole                                                               | -1                                                                       | 46’                                                                      |
| 16-8-2000                                                                | Helsinki                                                                 | Finlandia                                                                | 3 – 1                                                                    | Norvegia                                                                 | Amichevole                                                               | -1                                                                       |                                                                          |
| 2-9-2000                                                                 | Helsinki                                                                 | Finlandia                                                                | 2 – 1                                                                    | Albania                                                                  | Qual. Mondiali 2002                                                      | -1                                                                       |                                                                          |
| 15-11-2000                                                               | Dublino                                                                  | Irlanda                                                                  | 3 – 0                                                                    | Finlandia                                                                | Amichevole                                                               | -3                                                                       |                                                                          |
| 20-3-2002                                                                | Cartagena                                                                | Corea del Sud                                                            | 2 – 0                                                                    | Finlandia                                                                | Amichevole                                                               | -2                                                                       |                                                                          |
| 22-5-2002                                                                | Helsinki                                                                 | Finlandia                                                                | 2 – 1                                                                    | Lettonia                                                                 | Amichevole                                                               | -                                                                        | 46’                                                                      |
| 21-8-2002                                                                | Helsinki                                                                 | Finlandia                                                                | 0 – 3                                                                    | Irlanda                                                                  | Amichevole                                                               | -3                                                                       |                                                                          |
| 12-2-2003                                                                | Belfast                                                                  | Irlanda del Nord                                                         | 0 – 1                                                                    | Finlandia                                                                | Amichevole                                                               | -                                                                        |                                                                          |
| 30-4-2003                                                                | Vantaa                                                                   | Finlandia                                                                | 3 – 0                                                                    | Islanda                                                                  | Amichevole                                                               | -                                                                        | 46’                                                                      |
| 7-6-2003                                                                 | Tampere                                                                  | Finlandia                                                                | 3 – 0                                                                    | Serbia e Montenegro                                                      | Qual. Euro 2004                                                          | -                                                                        |                                                                          |
| 11-6-2003                                                                | Helsinki                                                                 | Finlandia                                                                | 0 – 2                                                                    | Italia                                                                   | Qual. Euro 2004                                                          | -2                                                                       |                                                                          |
| 20-8-2003                                                                | Copenaghen                                                               | Danimarca                                                                | 1 – 1                                                                    | Finlandia                                                                | Amichevole                                                               | -1                                                                       |                                                                          |
| 11-10-2003                                                               | Tampere                                                                  | Finlandia                                                                | 3 – 2                                                                    | Canada                                                                   | Amichevole                                                               | -2                                                                       |                                                                          |
| 31-3-2004                                                                | Ta' Qali                                                                 | Malta                                                                    | 1 – 2                                                                    | Finlandia                                                                | Amichevole                                                               | -1                                                                       | 46’                                                                      |
| 17-11-2004                                                               | Messina                                                                  | Italia                                                                   | 1 – 0                                                                    | Finlandia                                                                | Amichevole                                                               | -1                                                                       |                                                                          |
| 8-2-2005                                                                 | Strovolos                                                                | Lettonia                                                                 | 1 – 2                                                                    | Finlandia                                                                | Amichevole                                                               | -1                                                                       |                                                                          |
| 26-3-2005                                                                | Praga                                                                    | Rep. Ceca                                                                | 4 – 3                                                                    | Finlandia                                                                | Qual. Mondiali 2006                                                      | -4                                                                       |                                                                          |
| 2-6-2005                                                                 | Helsinki                                                                 | Finlandia                                                                | 0 – 1                                                                    | Danimarca                                                                | Amichevole                                                               | -1                                                                       |                                                                          |
| 8-6-2005                                                                 | Helsinki                                                                 | Finlandia                                                                | 0 – 4                                                                    | Paesi Bassi                                                              | Qual. Mondiali 2006                                                      | -4                                                                       |                                                                          |
| 17-8-2005                                                                | Skopje                                                                   | Macedonia                                                                | 0 – 3                                                                    | Finlandia                                                                | Qual. Mondiali 2006                                                      | -                                                                        |                                                                          |
| 8-10-2005                                                                | Helsinki                                                                 | Finlandia                                                                | 0 – 1                                                                    | Romania                                                                  | Qual. Mondiali 2006                                                      | -1                                                                       | 40’                                                                      |
| 12-10-2005                                                               | Helsinki                                                                 | Finlandia                                                                | 0 – 3                                                                    | Rep. Ceca                                                                | Qual. Mondiali 2006                                                      | -3                                                                       |                                                                          |
| 1-3-2006                                                                 | Minsk                                                                    | Bielorussia                                                              | 2 – 2                                                                    | Finlandia                                                                | Amichevole                                                               | -2                                                                       |                                                                          |
| 25-5-2006                                                                | Göteborg                                                                 | Svezia                                                                   | 0 – 0                                                                    | Finlandia                                                                | Amichevole                                                               | -                                                                        |                                                                          |
| 16-8-2006                                                                | Helsinki                                                                 | Finlandia                                                                | 1 – 2                                                                    | Irlanda del Nord                                                         | Amichevole                                                               | -2                                                                       |                                                                          |
| 2-9-2006                                                                 | Bydgoszcz                                                                | Polonia                                                                  | 1 – 3                                                                    | Finlandia                                                                | Qual. Euro 2008                                                          | -1                                                                       |                                                                          |
| 6-9-2006                                                                 | Helsinki                                                                 | Finlandia                                                                | 1 – 1                                                                    | Portogallo                                                               | Qual. Euro 2008                                                          | -1                                                                       |                                                                          |
| 7-10-2006                                                                | Erevan                                                                   | Armenia                                                                  | 0 – 0                                                                    | Finlandia                                                                | Qual. Euro 2008                                                          | -                                                                        |                                                                          |
| 11-10-2006                                                               | Almaty                                                                   | Kazakistan                                                               | 0 – 2                                                                    | Finlandia                                                                | Qual. Euro 2008                                                          | -                                                                        |                                                                          |
| 15-11-2006                                                               | Helsinki                                                                 | Finlandia                                                                | 1 – 0                                                                    | Armenia                                                                  | Qual. Euro 2008                                                          | -                                                                        |                                                                          |
| 28-3-2007                                                                | Baku                                                                     | Azerbaigian                                                              | 1 – 0                                                                    | Finlandia                                                                | Qual. Euro 2008                                                          | -1                                                                       |                                                                          |
| 2-6-2007                                                                 | Helsinki                                                                 | Finlandia                                                                | 0 – 2                                                                    | Serbia                                                                   | Qual. Euro 2008                                                          | -2                                                                       |                                                                          |
| 6-6-2007                                                                 | Helsinki                                                                 | Finlandia                                                                | 2 – 0                                                                    | Belgio                                                                   | Qual. Euro 2008                                                          | -                                                                        |                                                                          |
| 22-8-2007                                                                | Tampere                                                                  | Finlandia                                                                | 2 – 1                                                                    | Kazakistan                                                               | Qual. Euro 2008                                                          | -1                                                                       | 79’                                                                      |
| 8-9-2007                                                                 | Belgrado                                                                 | Serbia                                                                   | 0 – 0                                                                    | Finlandia                                                                | Qual. Euro 2008                                                          | -                                                                        |                                                                          |
| 12-9-2007                                                                | Helsinki                                                                 | Finlandia                                                                | 0 – 0                                                                    | Polonia                                                                  | Qual. Euro 2008                                                          | -                                                                        |                                                                          |
| 13-10-2007                                                               | Bruxelles                                                                | Belgio                                                                   | 0 – 0                                                                    | Finlandia                                                                | Qual. Euro 2008                                                          | -                                                                        |                                                                          |
| 17-11-2007                                                               | Helsinki                                                                 | Finlandia                                                                | 2 – 1                                                                    | Azerbaigian                                                              | Qual. Euro 2008                                                          | -1                                                                       |                                                                          |
| 21-11-2007                                                               | Porto                                                                    | Portogallo                                                               | 0 – 0                                                                    | Finlandia                                                                | Qual. Euro 2008                                                          | -                                                                        |                                                                          |
| 20-8-2008                                                                | Helsinki                                                                 | Finlandia                                                                | 2 – 0                                                                    | Israele                                                                  | Amichevole                                                               | -                                                                        | 46’                                                                      |
| 10-9-2008                                                                | Helsinki                                                                 | Finlandia                                                                | 3 – 3                                                                    | Germania                                                                 | Qual. Mondiali 2010                                                      | -3                                                                       |                                                                          |
| 11-10-2008                                                               | Helsinki                                                                 | Finlandia                                                                | 1 – 0                                                                    | Azerbaigian                                                              | Qual. Mondiali 2010                                                      | -                                                                        |                                                                          |
| 15-10-2008                                                               | Mosca                                                                    | Russia                                                                   | 3 – 0                                                                    | Finlandia                                                                | Qual. Mondiali 2010                                                      | -3                                                                       |                                                                          |
| 19-11-2008                                                               | Berna                                                                    | Svizzera                                                                 | 1 – 0                                                                    | Finlandia                                                                | Amichevole                                                               | -                                                                        | 46’                                                                      |
| 11-2-2009                                                                | Lisbona                                                                  | Portogallo                                                               | 1 – 0                                                                    | Finlandia                                                                | Amichevole                                                               | -                                                                        | 46’                                                                      |
| 28-3-2009                                                                | Cardiff                                                                  | Galles                                                                   | 0 – 2                                                                    | Finlandia                                                                | Qual. Mondiali 2010                                                      | -                                                                        | 63’                                                                      |
| 6-6-2009                                                                 | Helsinki                                                                 | Finlandia                                                                | 2 – 1                                                                    | Liechtenstein                                                            | Qual. Mondiali 2010                                                      | -1                                                                       |                                                                          |
| 10-6-2009                                                                | Helsinki                                                                 | Finlandia                                                                | 0 – 3                                                                    | Russia                                                                   | Qual. Mondiali 2010                                                      | -3                                                                       |                                                                          |
| 5-9-2009                                                                 | Lənkəran                                                                 | Azerbaigian                                                              | 1 – 2                                                                    | Finlandia                                                                | Qual. Mondiali 2010                                                      | -1                                                                       |                                                                          |
| 9-9-2009                                                                 | Vaduz                                                                    | Liechtenstein                                                            | 1 – 1                                                                    | Finlandia                                                                | Qual. Mondiali 2010                                                      | -1                                                                       |                                                                          |
| 10-10-2009                                                               | Helsinki                                                                 | Finlandia                                                                | 2 – 1                                                                    | Galles                                                                   | Qual. Mondiali 2010                                                      | -1                                                                       |                                                                          |
| 14-10-2009                                                               | Amburgo                                                                  | Germania                                                                 | 1 – 1                                                                    | Finlandia                                                                | Qual. Mondiali 2010                                                      | -1                                                                       |                                                                          |
| 12-10-2010                                                               | Helsinki                                                                 | Finlandia                                                                | 1 – 2                                                                    | Ungheria                                                                 | Qual. Euro 2012                                                          | -2                                                                       |                                                                          |
| Totale                                                                   |                                                                          | Presenze                                                                 | 56                                                                       |                                                                          | Reti                                                                     | -59                                                                      |                                                                          |

## Palmarès

### Club

#### Competizioni nazionali
- Football League One: 1

Wigan: 2015-2016

### Individuale
- Calciatore finlandese dell'anno: 1

2007